# Rozdolne (rejon kalmiuski)
Rozdolne (ukr. Роздольне) – wieś na Ukrainie, w obwodzie donieckim, w faktycznie niefunkcjonującym rejonie kalmiuskim, od 2014 pod kontrolą marionetkowej, zależnej od Rosji Donieckiej Republiki Ludowej. W 2001 liczyła 2451 mieszkańców, spośród których 61 wskazało jako ojczysty język ukraiński, 2334 rosyjski, 55 grecki, a 1 inny.